# Всемогъщият Брус
„Всемогъщият Брус“ (на английски: Bruce Almighty) е американска комедия от 2003 г. на режисьора Том Шейдиак. Главните роли се изпълняват от Джим Кери, Морган Фрийман и Дженифър Анистън.

## Актьорски състав
| Актьор             | Роля                                       |
| ------------------ | ------------------------------------------ |
| Джим Кери          | Брус Нолан – телевизионен кореспондент     |
| Морган Фрийман     | Бог                                        |
| Дженифър Анистън   | Грейс Конъли – приятелка на Брус           |
| Катрин Бел         | Сюзън Ортега – ко-водеща на Брус           |
| Стийв Карел        | Евън Бакстър – ТВ водещ и съперник на Брус |
| Филип Бейкър Хол   | Джак Бейлър – бос на телевизионна компания |
| Лиза Ан Уолтър     | Деби Конъли – сестрата на Грейс            |
| Пол Сатърфийлд     | Далас Коулман                              |
| Нора Дън           | Али Ломан                                  |
| Еди Джемисън       | Боби                                       |
| Сали Къркланд      | Анита Ман                                  |
| Мика Стивън Уилямс | момче на велосипед                         |
| Карлос Санчес      | Хуан Валдес                                |
| Ноел Гулиеми       | Хектор                                     |
| Маделин Лавджой    | Зоуи                                       |
| Тони Бенет         | себе си                                    |
| Джон Мърфи         | себе си                                    |

## Български дублаж
| Преводач            | Ралица Ботева                                                              |
| Озвучаващи артисти  | Силвия Русинова Милена Живкова Иван Танев Здравко Методиев Пламен Манасиев |
| Режисьор на дублажа | Екатерина Късметлийска                                                     |
| Тонрежисьор         | Михаил Михайлов                                                            |